# Принцеза на зрну грашка
Принцеза на зрну грашка (дан. Prindsessen paa Ærten)  је бајка данског писца Ханса Кристијана Андерсена о младој жени чији се краљевски идентитет утврђује тестом. Андерсен је причу први пут објавио 8. маја 1835. године у Копенхагену.
Андерсен је причу чуо као дете, чије је порекло вероватно из народног стваралаштва Шведске, јер је прича непозната у данској усменој традицији. Данска критика није добро прихватила ни „Принцезу на зрну грашка“, а ни остале Андерсенове приче из 1835. године, јер им се није допао њихов лежеран стил и недостатак морала.
Прича је класификована у Арни-Томпсон-Утеровом индексу народних прича као ATU 704.

## Радња
Прича говори о принцу који жели да се ожени принцезом, али правом. Имао је потешкоћа у проналажењу одговарјуће жене, јер му је увек нешто сметало код оних које упознаје и није могао бити сигуран да ли су оне праве принцезе јер су имале лоше манире за столом или једноставно нису његов тип. 
Једне олујне ноћи млада, покисла девојка је затражила уточиште у принчевом замку. Тврдила је да је права принцеза, па је принчева мајка одлучила да је тестира. Ставила јој је зрно грашка у кревет, и прекрила га огромним душецима и 20 перина. 
Ујутро, гошћа каже својим домаћинима да је провела непроспавану ноћ, будна због нечега тврдог у кревету за шта је сигурна да јој је направило модрице. Уз доказ о модрицама леђа, принцеза пролази тест чему се принц веома обрадује.  Није могао да верује да је пронашао своју праву принцезу. Јер, само би права принцеза била тако осетљива да осети зрно грашка кроз толико душека. Принц и девојка су се потом венчали. Прича се завршава одношењем грашка у музеј, где се и данас може видети, осим ако га неко није украо или однео.